# Verwaltungsgemeinschaft Seenplatte
La Verwaltungsgemeinschaft Seenplatte est une communauté d'administration allemande qui regroupe 15 communes du land de Thuringe, dans l'arrondissement de Saale-Orla, au centre de l'Allemagne. En 2015, sa population est de 5 119 habitants.

## Source de la traduction
- (de) Cet article est partiellement ou en totalité issu de l’article de Wikipédia en allemand intitulé « Verwaltungsgemeinschaft Seenplatte » (voir la liste des auteurs).